# Медичина-Буда (Болоња)
Медичина-Буда (итал. Medicina-Buda) је насеље у Италији у округу Болоња, региону Емилија-Ромања.
Према процени из 2011. у насељу је живело 8791 становника. Насеље се налази на надморској висини од 27 м.